# Kwas antranilowy
Kwas antranilowy, kwas 2-aminobenzoesowy – organiczny związek chemiczny z grupy aminokwasów aromatycznych. Aminowa pochodna kwasu benzoesowego. Rozpuszcza się w eterze i etanolu. Dawniej zaliczany był do witamin (witamina L1)
Kwas antranilowy otrzymuje się z ftalimidu przez działanie podchlorynu sodu w środowisku zasadowym w temperaturze 80 °C. Powstaje także podczas rozpadu indyga.
Jest stosowany w przemyśle barwników oraz do syntezy indyga. Ester metylowy kwasu antranilowego występuje w olejku jaśminu i jest używany w przemyśle perfumeryjnym. Szkielet kwasu antranilowego obecny jest w cząsteczce furosemidu.